# Мило з нержавійної сталі

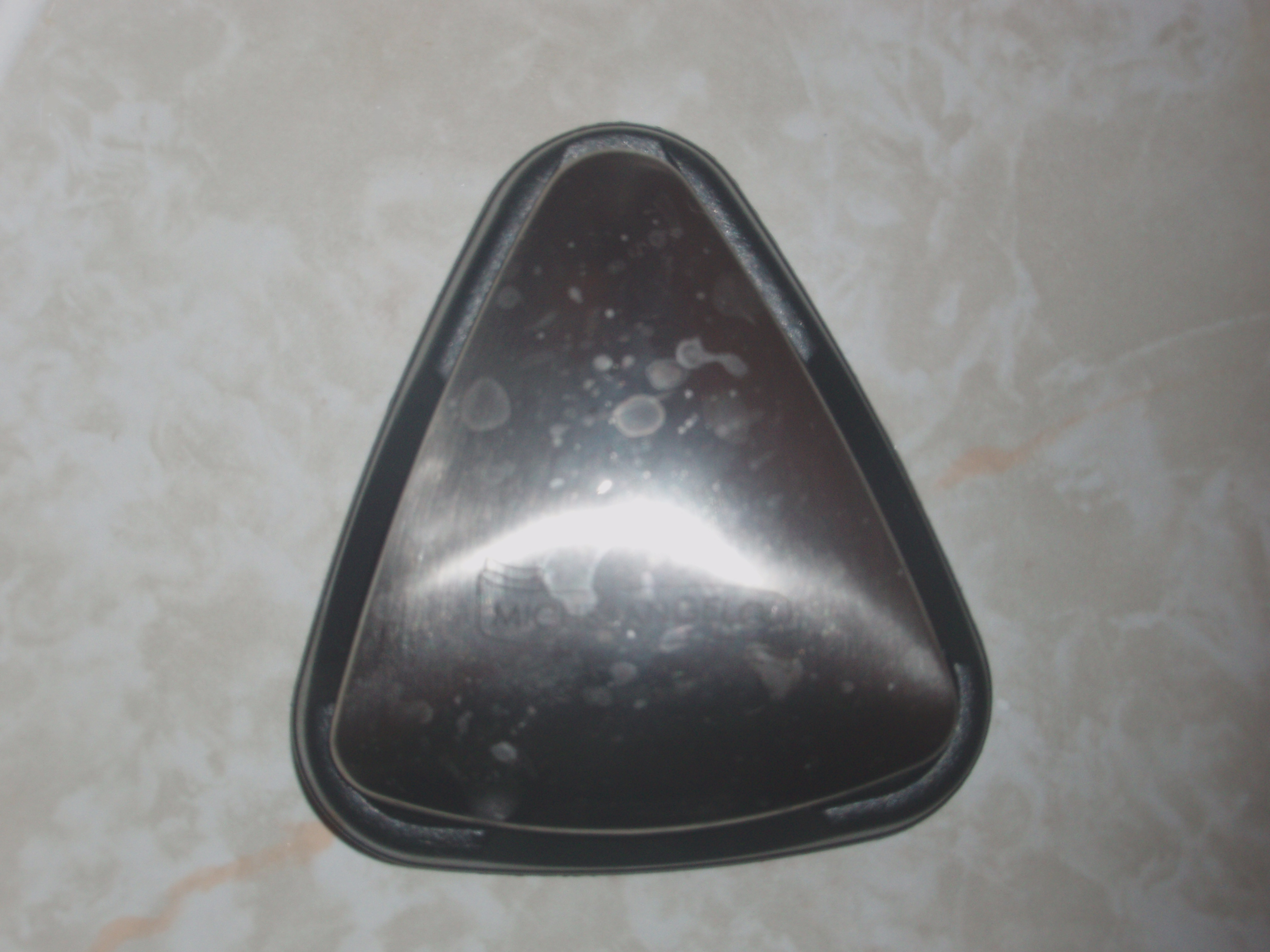
Мило

Мило з нержавійної сталі — шматок нержавійної сталі, якому надано округлу форму мила. Потенційне призначення — зменшення або усунення сильного неприємного запаху від рук, пов'язаного, наприклад, з обробкою часнику, цибулі чи риби.

## Критика
Попри те, що мило з нержавійної сталі продається кількома компаніями, існує дуже мало наукових доказів його ефективності, що викликає у деяких експертів сумніви щодо доцільності його використання.